# Mundochthonius japonicus imadatei
Mundochthonius japonicus imadatei es una subespecie de arácnido  del orden Pseudoscorpionida de la familia Chthoniidae.

## Distribución geográfica
Se encuentra en Japón.